# B&M Selbstentladewagen (1905)
Der vierachsige Selbstentladewagen mit Drehgestellen war eine Neukonstruktion der belgischen Wagenbauanstalt Baume & Marpent, der 1905 auf der Weltausstellung in Lüttich ausgestellt wurde.

## Geschichte
Baume & Marpent präsentierte auf der Weltausstellung 1905 neben einem Flachwagen mit Drehgestellen, auch diesen Selbstentladewagen in Ganzstahlausführung. Der Wagen verfügte über Diamond-Drehgestelle mit Doppelspeichenrädern. Dieser speziell für den Erz- und Kohletransport konstruierte Wagen hatte ein Fassungsvermögen von 22 m³. Der Trichteraufbau bestand aus 6 mm dicken Stahlplatten mit Verstärkungen. Die minimale Neigung der Wände betrug 42 Grad, wodurch das Erz relativ reibungslos absinken konnte. Das Entladen erfolgte automatisch durch zwei 800 × 1000 mm große Bodenklappen. Die Betätigung der Klappen erfolgte gleichzeitig über ein Handrad und ein Schneckengetriebe, das ein unbeabsichtigtes Öffnen während der Fahrt verhinderte.

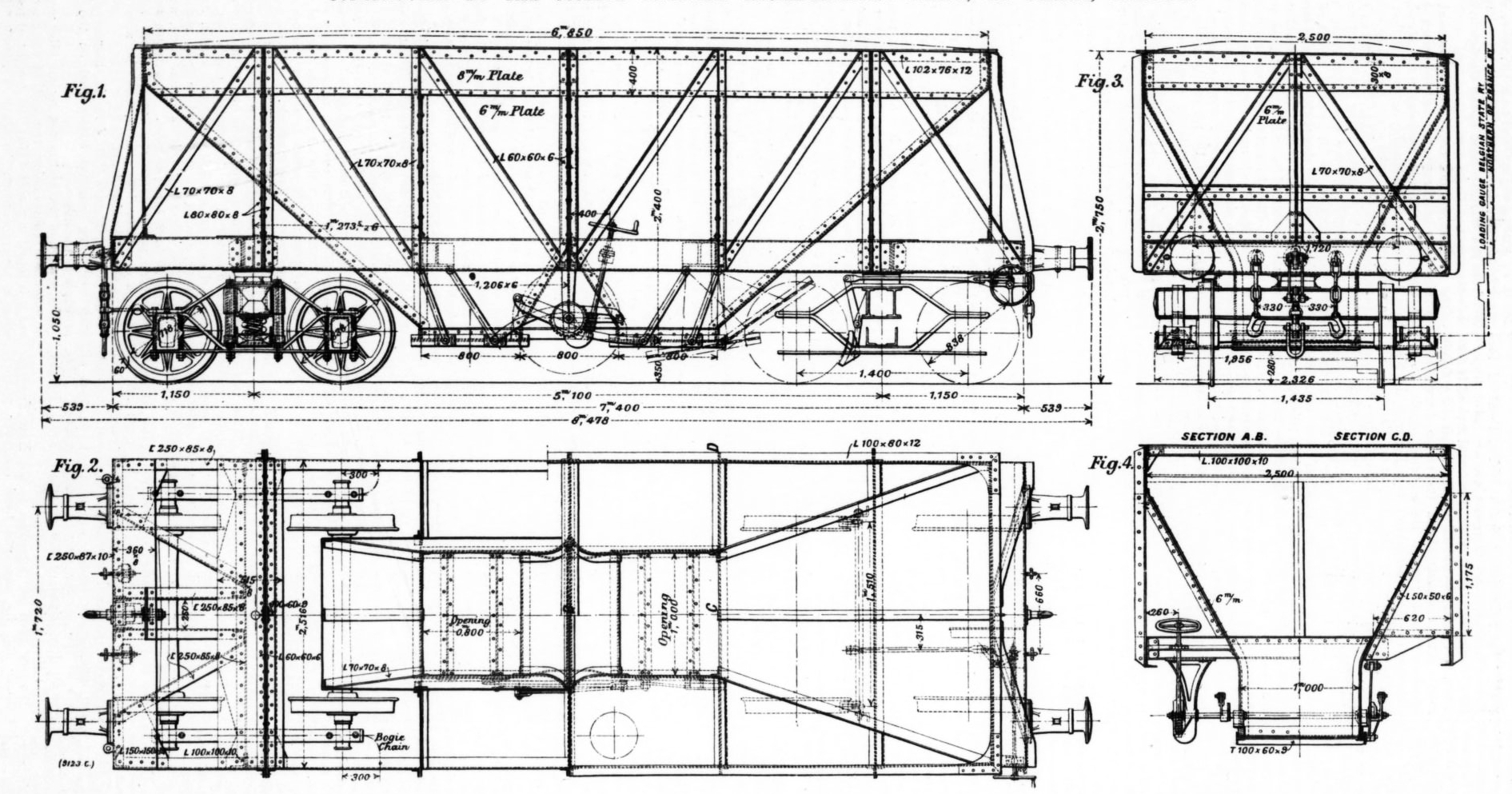
Maßzeichnung

Bei der Konstruktion wurde darauf geachtet die Maße so zu wählen, dass dieser Wagentyp sowohl auf dem Netz der Belgischen Staatsbahnen, als auch auf den Strecken der Französischen Ostbahn verkehren konnte. Da damals jede Gesellschaft ihr eigenes Lichtraumprofil hatte, war dies notwendig um die Wagen durchgehend zwischen den Kohleminen im Osten Frankreichs und den Stahlwerken in Belgien einsetzen zu können.
Der in Lüttich ausgestellte Wagen wurde nach der Ausstellung an die Société anonyme d’Ougrée-Marihaye geliefert, der das Stahlwerk in Ougrée und die Marihaye-Kohlegruben in Seraing gehörten. Ob die Gesellschaft weitere Exemplare in Auftrag gab, oder andere Unternehmen baugleiche Wagen bestellten, ist nicht bekannt.